# Cethosia
Cethosia är ett släkte av fjärilar. Cethosia ingår i familjen praktfjärilar.

## Bildgalleri

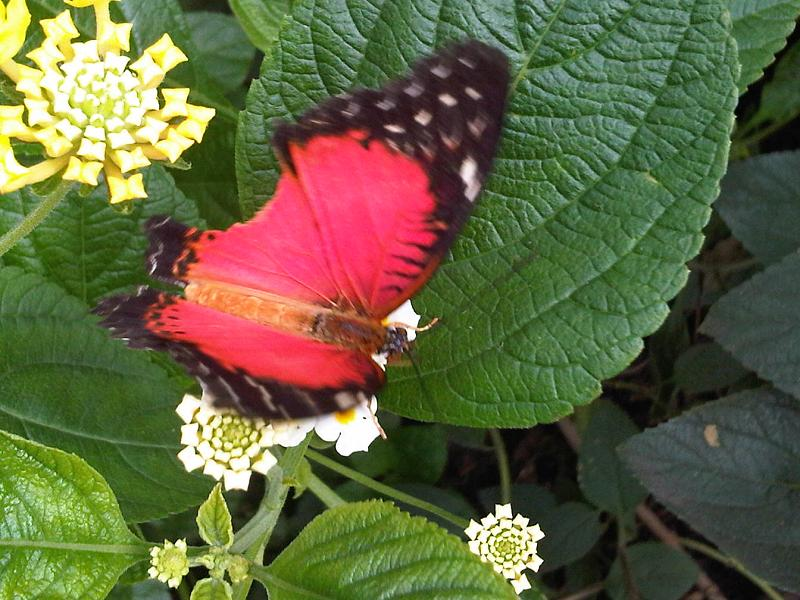
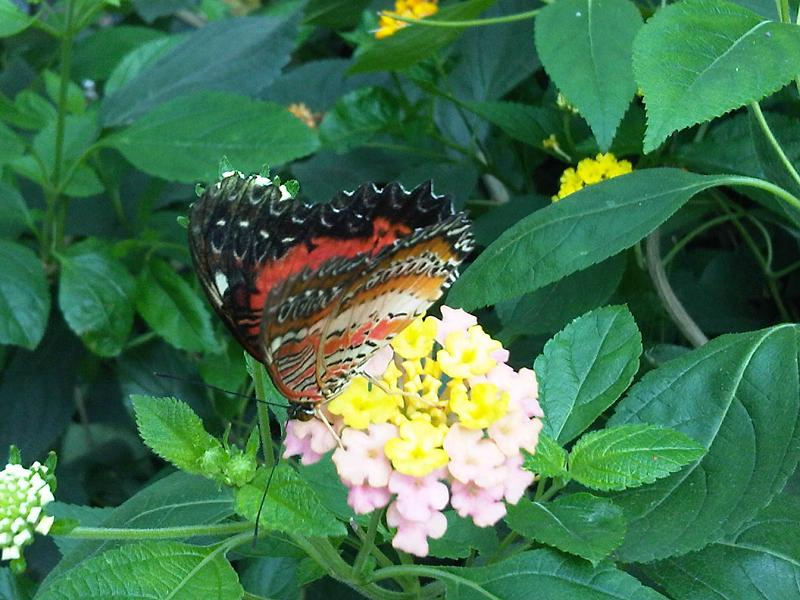
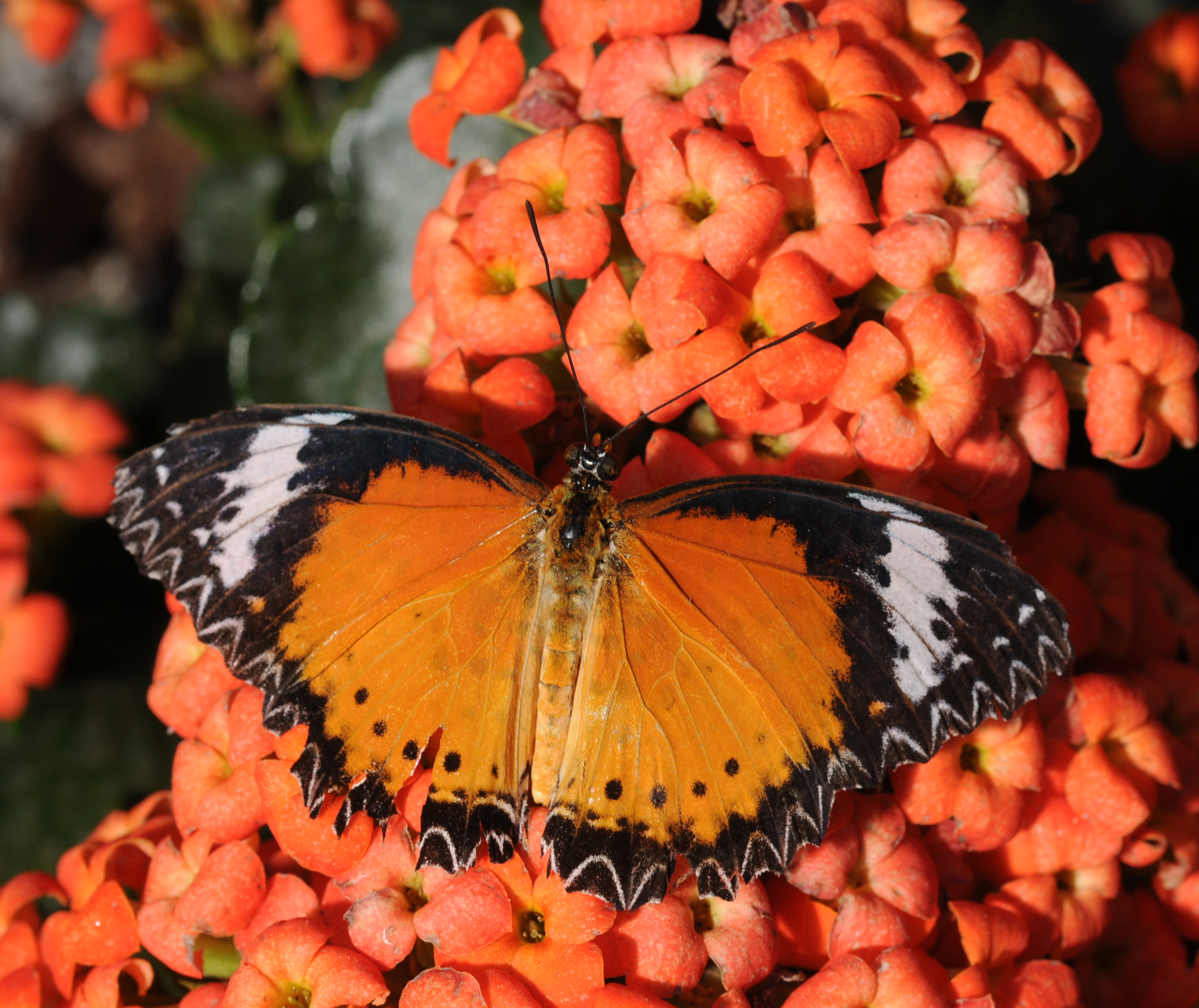
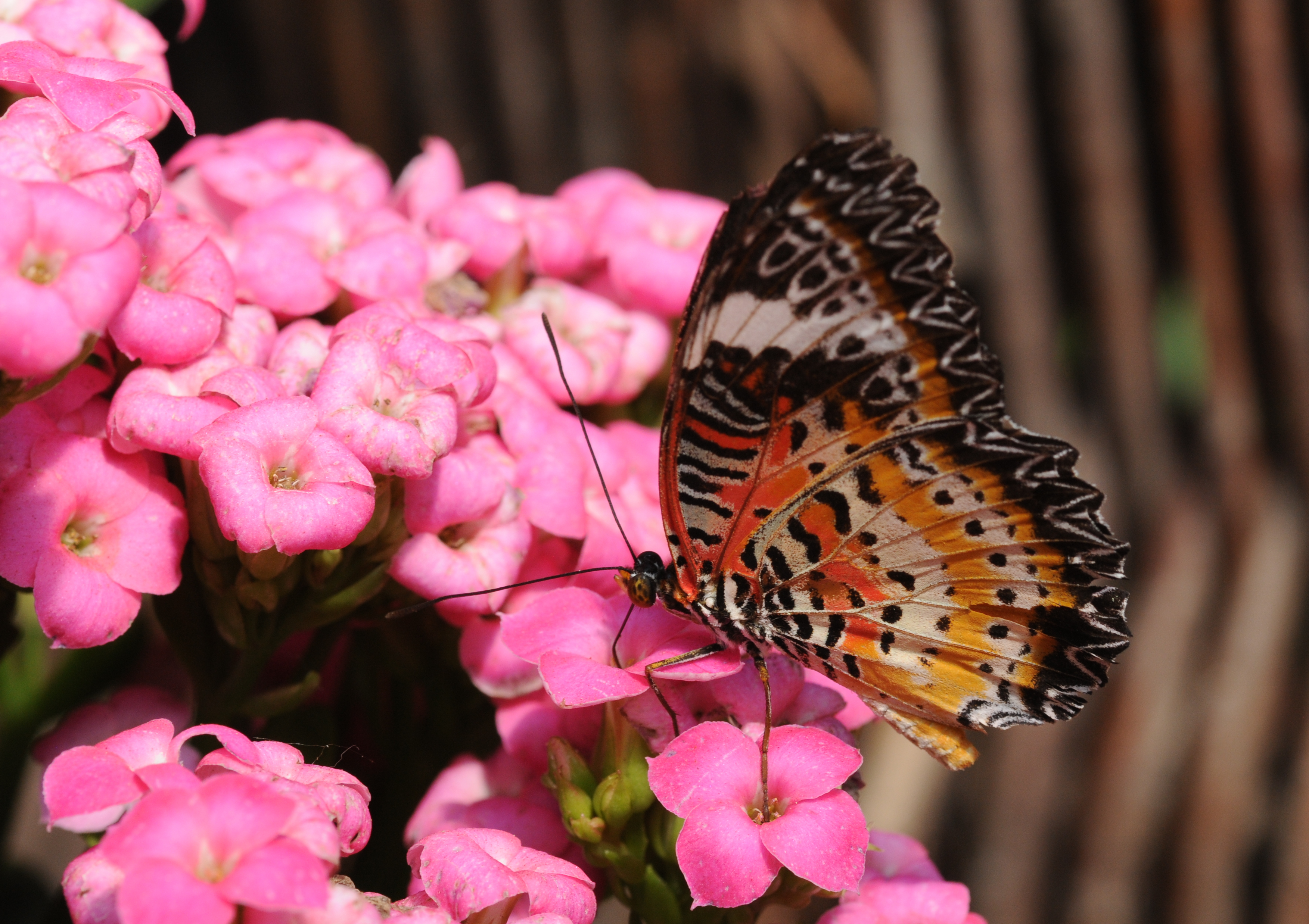
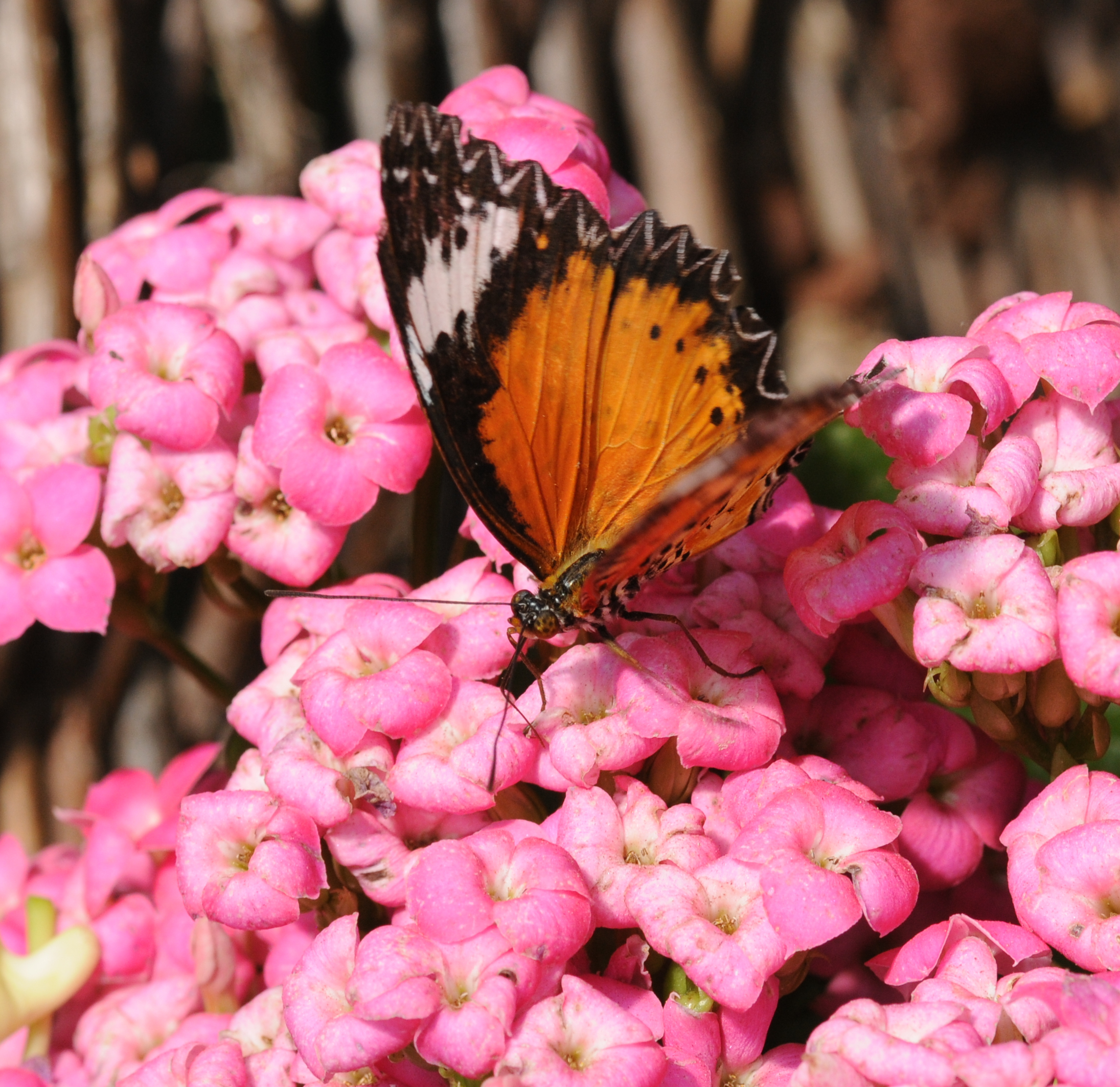
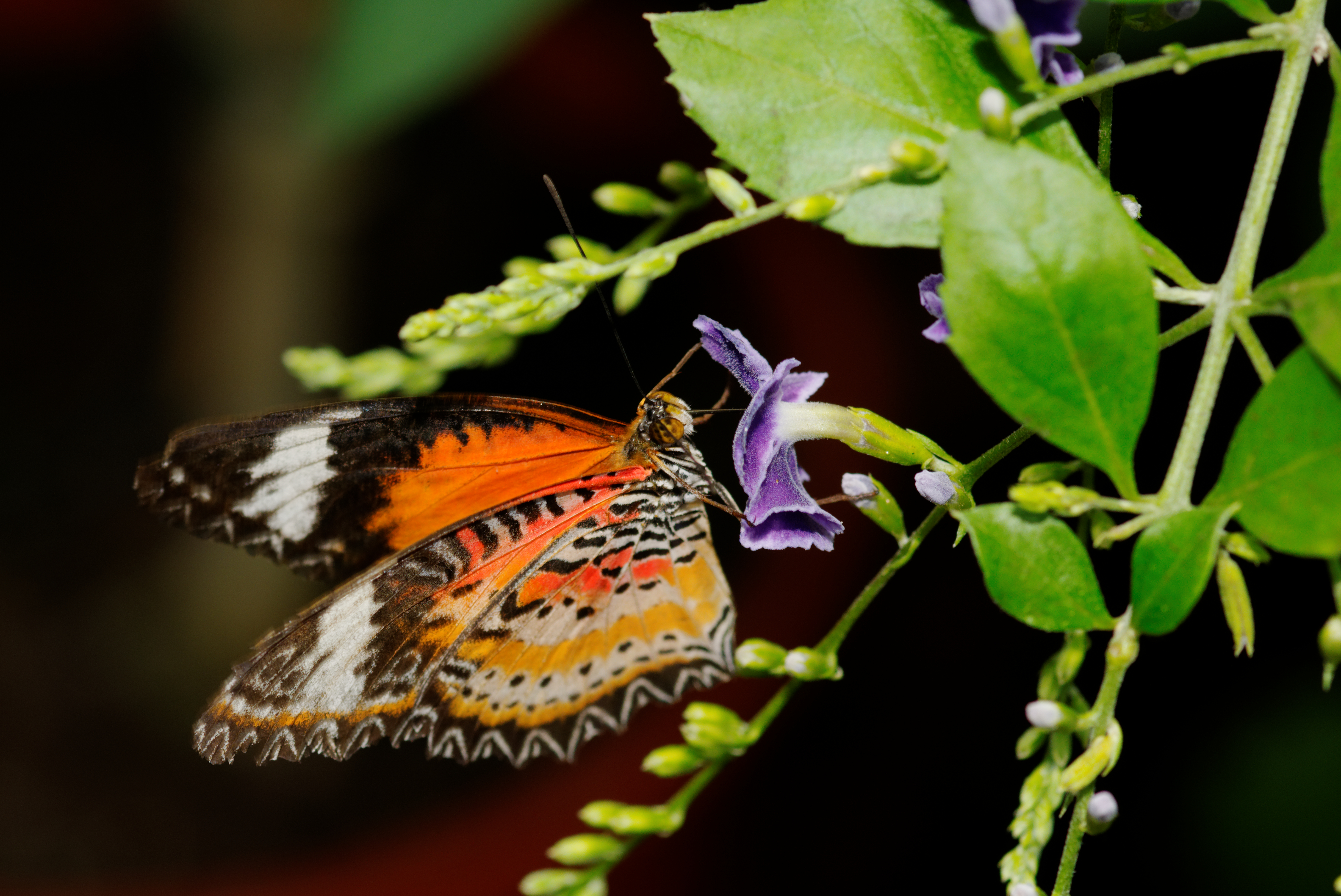

## Dottertaxa tillCethosia, i alfabetisk ordning[1]
- Cethosia adantonia
- Cethosia adonarensis
- Cethosia aeole
- Cethosia alceste
- Cethosia algitha
- Cethosia alkmene
- Cethosia amboinensis
- Cethosia andamanica
- Cethosia antianeira
- Cethosia antippe
- Cethosia aruensis
- Cethosia atia
- Cethosia aurigena
- Cethosia bankana
- Cethosia batuensis
- Cethosia baweanica
- Cethosia bemmeleni
- Cethosia bernsteinii
- Cethosia biblina
- Cethosia biblis
- Cethosia boholica
- Cethosia buruana
- Cethosia carolinae
- Cethosia cenchrites
- Cethosia ceramensis
- Cethosia chrysippe
- Cethosia chrysonoe
- Cethosia claudilla
- Cethosia cleanthis
- Cethosia coronilla
- Cethosia cyane
- Cethosia cydalima
- Cethosia cydippe
- Cethosia cydippina
- Cethosia cyrene
- Cethosia damasippe
- Cethosia diffusa
- Cethosia doddi
- Cethosia doxata
- Cethosia elateia
- Cethosia euanthes
- Cethosia eurymena
- Cethosia exsanguis
- Cethosia fawcetti
- Cethosia festiva
- Cethosia filiola
- Cethosia floresiana
- Cethosia fruhstorferi
- Cethosia gabinia
- Cethosia gabrielis
- Cethosia hainana
- Cethosia hermanni
- Cethosia hormisda
- Cethosia hypsea
- Cethosia hypsina
- Cethosia imperialis
- Cethosia ino
- Cethosia insularis
- Cethosia insulata
- Cethosia iphigenia
- Cethosia javana
- Cethosia justa
- Cethosia koridana
- Cethosia lamarckii
- Cethosia leschenaultii
- Cethosia liacura
- Cethosia logani
- Cethosia lucina
- Cethosia luzonica
- Cethosia magindanaica
- Cethosia mahratta
- Cethosia manusi
- Cethosia melancholica
- Cethosia methypsea
- Cethosia mindanensis
- Cethosia mixta
- Cethosia moesta
- Cethosia munjava
- Cethosia myrina
- Cethosia mysolensis
- Cethosia nacoleia
- Cethosia narmada
- Cethosia narmadoides
- Cethosia nicobarica
- Cethosia nietneri
- Cethosia nigrescens
- Cethosia obiana
- Cethosia obscura
- Cethosia orientalis
- Cethosia paksha
- Cethosia palawana
- Cethosia pallaurea
- Cethosia pariana
- Cethosia pemanggilensis
- Cethosia penthesilea
- Cethosia perakana
- Cethosia phanaroia
- Cethosia philippina
- Cethosia picta
- Cethosia praestabilis
- Cethosia ribbei
- Cethosia salwattensis
- Cethosia sandakana
- Cethosia sangira
- Cethosia sarnada
- Cethosia sarsina
- Cethosia schoutensis
- Cethosia simbiblis
- Cethosia sumbana
- Cethosia symbiblis
- Cethosia tagalorum
- Cethosia tambora
- Cethosia ternatensis
- Cethosia thadana
- Cethosia thebava
- Cethosia theona
- Cethosia timorensis
- Cethosia tisamena
- Cethosia togiana
- Cethosia tonkingiana
- Cethosia triocala
- Cethosia tymbrasa
- Cethosia vanbemmeleni
- Cethosia viridiana
- Cethosia viridipicta
- Cethosia woodlarkiana
- Cethosia woolletti
- Cethosia xerxene